# ナナ・ブライアント
ナナ・ブライアント（Nana Bryant、1888年11月23日 - 1955年12月24日）は、アメリカ合衆国の女優。

## 出演作品
- 片道切符 ONE-WAY TICKET (1935)
- 弓矢荘の惨劇 GUARD THAT GIRL (1935)
- 素顔なき殺人者 THE MAN WHO LIVED TWICE (1936)
- 完全犯罪 MEET NERO WOLFE (1936)
- 陽気な姫君 THE KING STEPS OUT CECILIA (1936)
- 黄金の雨 PENNIES FROM HEAVEN (1936)
- 爆走する悪魔 THE DEVIL IS DRIVING (1937)
- アヴェ・マリア Mad About Music (1938) - ルイーズ
- リラクタント・ドラゴン The Reluctant Dragon (1941) - ベンチリー夫人
- 大空の戦士 サンダーバード THUNDER BIRDS (1942)
- 世紀の女王 BATHING BEAUTY (1944)
- レディース・オブ・ザ・コーラス LADIES OF THE CHORUS (1949)
- コロラドの急襲 The Outcast (1954) - バナー夫人